# Paul Kuété
Paul Kuété, född 20 december 1972, är en friidrottare från Kamerun. Han deltog vid olympiska sommarspelen 1992.